# Laura Bates
Laura Bates (nascida em 27 de agosto de 1986) é uma escritora feminista inglesa. Ela fundou o site Everyday Sexism (Sexismo Quotidiano) em abril de 2012. O seu primeiro livro, Everyday Sexism (Sexismo Quotidiano) foi publicado em 2014.

## Biografia
Os pais de Laura Bates são Diane Elizabeth Bates, uma professora de francês, e Adrian Keith Bates, ummédico. Ela cresceu nos bairros londrinos de Hackney e Taunton e tem uma irmã mais velha e um irmão mais novo. Os seus pais divorciaram-se quando a Laura tinha vinte e poucos anos.
Frequentou o King's College, em Taunton. Ela leu literatura inglesa no St John's College, Cambridge, e formou-se na Universidade de Cambridge, em 2007. Laura Bates trabalhou em Cambridge durante dois anos e meio como pesquisadora da psicóloga Susan Quilliam, que estava a trabalhar numa edição atualizada de "The Joy of Sex".
Laura trabalhou como atriz e ama, período durante o qual ela refere ter sofrido sexismo nas audições e descobriu que as raparigas de quem cuidava já estavam preocupadas com sua imagem corporal.

## ProjetoEveryday Sexism
O site do Everyday Sexism Project foi fundado em 2012. Por volta do terceiro aniversário do site, em abril de 2015, atingiu 100 mil entradas. Laura disse que enfrentou abusos online. Após a publicação de Men Who Hate Women, em 2020, Laura disse que recebeu imagens pornográficas falsas dela mesma realizando atos sexuais com o remetente.
O primeiro livro de Laura Bates, Everyday Sexism, baseado no projeto, foi publicado pela subsidiária londrina da Simon & Schuster, em 2014.

## Carreira
Depois do Everyday Sexism, Laura Bates publicou vários outros livros sobre sexismo. Laura é colaboradora do The Guardian, The Independent e de outras publicações. Ela é colaboradora do Women Under Siege Project com sede em Nova York.

## Honrarias e prêmios
- 2013: Prêmio Ultimate New Feminist da revista Cosmopolitan em 2013.[3]
- 2014: 100 mulheres da BBC.[11]
- 2015: Medalha do Império Britânico nas homenagens de aniversário de 2015 por serviços prestados à igualdade de gênero.[12]
- 2018: Membro da Royal Society of Literature na iniciativa "40 Under 40".[13]
- 2020: Membro Honorário do St John's College, Cambridge.[14]

## Vida pessoal
Laura Bates casou-se com Nick Taylor em 2014.

## Publicações
- 2014: Sexismo Cotidiano: O Projeto que Inspirou um Movimento Mundial, Simon & SchusterISBN 1471131572
- 2016: Girl Up: Kick Ass, Reivindique seu cartão de mulher e esmague o sexismo diário, Simon & SchusterISBN 9781471149504
- 2018: Misoginação: A Verdadeira Escala do Sexismo, Simon & SchusterISBN 9781471169243
- 2019: A Queima, Simon & SchusterISBN 1471170209
- 2020: Homens que odeiam mulheres, Simon & SchusterISBN 9781471194337
- 2022: Conserte o sistema, não as mulheres, Simon & SchusterISBN 9781398514331
- 2023: Irmãs da Espada e da Sombra, Simon & SchusterISBN 9781398520042